# 西山太吉
西山 太吉（にしやま たきち、1931年〈昭和6年〉9月10日 - 2023年〈令和5年〉2月24日）は、日本のジャーナリスト、政治活動家。西山事件で知られる。

## 経歴
山口県下関市出身。生家の西山青果はバナナなどの輸入を手掛ける地元の有力企業であり、読売新聞政治部記者として接点のあった渡邉恒雄によれば「ちょっとした地方財閥」というほどの資産家の子息であった。山口県立下関西高等学校、慶應義塾大学法学部を経て、慶應義塾大学大学院法学研究科政治学専攻修士課程を修了後、毎日新聞社に入社。政治部記者に配属。

### 西山事件
1971年、沖縄返還時の日米間の密約について、既婚者である外務省女性事務官と男女関係をもった上で情報を入手し、その情報を国会議員の横路孝弘と楢崎弥之助に提供。1972年衆議院予算委員会で横路と楢崎が沖縄返還時の日米間の密約の有無について政府を追及したことから、いわゆる西山事件に発展した。西山と女性事務官は東京地検特捜部に逮捕・起訴された。捜査の過程では、密約の内容よりも、検察が主張した「女性事務官と『情を通じて』機密文書を入手した」という経過が注目を集め、取材手法が批難を浴びた。この事件により毎日新聞は他の大手新聞から一部の読者の引き剥がしに遭い、その後に起こる第一次オイルショックとともに、経営悪化の一因となった。
1974年1月31日、東京地裁は、西山に無罪を言い渡した。同年2月9日、東京地検は「判決には事実誤認や法令解釈の誤りがある」として東京高裁に控訴。1976年に控訴審で有罪判決が下り、上告するも1978年に棄却され確定。強要された女性事務官も有罪となった。裁判では、審理は密約そのものではなく、男女関係の問題や、機密資料の入手方法の問題に終始した。

### 事件以後
東京地裁判決直後に西山は毎日新聞社を退社。その後は地元に戻り家業の西山青果株式会社に勤務。マンション経営などにも乗り出すが、1987年のブラックマンデーのあおりを受けて、多額の損失を出す。1991年に退職し、その後は在野のジャーナリストとして活動。西山青果は現在も経営が続けられている。
2000年 密約を裏付ける米国の公文書が発見された。2005年西山は、起訴されたことを不服とし国家賠償法に基づく国家賠償請求訴訟を起こした。2006年、対米交渉を担当した吉野文六外務省アメリカ局長（当時）は密約の存在を北海道新聞、共同通信、朝日新聞の取材に対して認めた（吉野は1999年に、政策研究大学院大学の「吉野文六オーラルヒストリー」においても同様の証言をしている）。2007年3月27日、東京地裁は、20年の除斥期間を経過しているとして、密約の存否に触れず、請求を棄却する判決を下した。これに対しては2009年3月18日に取り消しと開示決定及び賠償を求めて提訴（沖縄密約情報公開訴訟）、一審では勝訴したが、2014年7月14日、密約情報開示訴訟上告審判決で、最高裁第二小法廷は上告を棄却し、密約文書を不開示とした政府の決定を妥当だとする判断を下した。
2013年11月21日、特定秘密保護法案を審議する参議院国家安全保障特別委員会で参考人として意見陳述。法案は秘密の部分が曖昧であって、「外交交渉の都合の悪い部分を隠し、都合のいい部分だけを出すことになりかねない」と批判、「外交交渉のプロセスをいちいち公開する必要はないが、結論は全部、国民に正確に伝達しなければ、民主主義は崩壊する」、「結論を公開することを与野党共通の土台にしてほしい。それだけで特定秘密の領域は相当限定される」と注文した。また法律の早期成立を急ぐ第2次安倍内閣に対し「権力集中には必ず秘密保全が伴うが、戦後、こんなに一挙に権力集中の動きが出たことはなかった。反省してほしい」と述べた。
2023年2月24日午前7時35分、心不全のため福岡県北九州市内の介護施設で死去。91歳没。

## 主な著書
- 『情報は誰のものか』（2003年、岩波書店）共著：筑紫哲也・細野豪志・田島泰彦
- 『沖縄密約：「情報犯罪」と日米同盟』（2007年、岩波新書）ISBN 4004310733
- 『機密を開示せよ：裁かれる沖縄密約』（2010年、岩波書店）ISBN 978-4000225809
- 『民主政治のはじまり：政権交代を起点に世界を視る』（2010年、七つ森書館）共著：山口二郎、寺島実郎、寺脇研、外岡秀俊
- 『記者と国家 : 西山太吉の遺言』（2019年、岩波書店）